# 马尼勒弗勒勒
马尼勒弗勒勒（法語：Magny-le-Freule，法語發音：[maɲi lə fʁœl] ⓘ）是法国卡尔瓦多斯省的一个旧市镇，属于利雪区。2017年，马尼勒弗勒勒与临近的13个市镇合并为新市镇梅济东瓦莱多日。

## 地理
马尼勒弗勒勒（49°6'1"N, 0°4'13"W）面积6.38 平方千米，位于法国诺曼底大区卡爾瓦多斯省，该省份为法国西北部沿海省份，北濒大西洋英吉利海峡，东北与滨海塞纳省以海上边界相接，东临厄尔省，南至奧恩省，西与芒什省接壤。
与马尼勒弗勒勒接壤的市镇（或旧市镇、城区）包括：比西耶尔、克鲁瓦桑维尔、梅里科尔邦、梅济东-卡农、韦济、比耶维尔-凯蒂耶维尔。
马尼勒弗勒勒的时区为UTC+01:00、UTC+02:00（夏令时）。

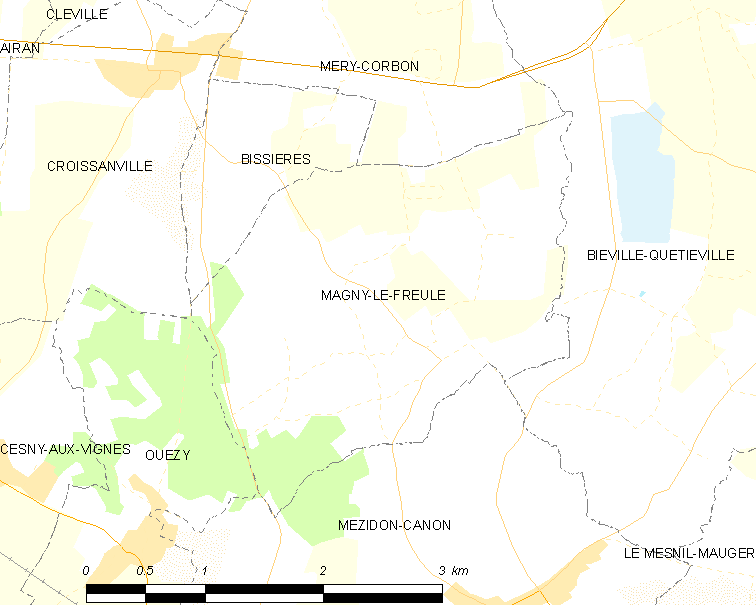
马尼勒弗勒勒的OSM定位图

## 行政
马尼勒弗勒勒的邮政编码为14270，INSEE市镇编码为14387。

## 政治
马尼勒弗勒勒所属的省级选区为梅济东瓦莱多日县。

## 人口

1962-2008年间马尼勒弗勒勒人口变化图示

马尼勒弗勒勒于2018年1月1日时的人口数量为335人。